# Maksymiec
Maksymiec (ukr. Максимець) – wieś  na Ukrainie w rejonie nadwórniańskim obwodu iwanofrankowskiego.
W okresie międzywojennym w miejscowości stacjonowała placówka Straży Celnej „Maksymiec”.